# Винарівка (Коростенський район)
Винарі́вка (раніше також — Войнарівка) — село в Україні, в Іршанській селищній територіальній громаді Коростенського району Житомирської області. Кількість населення становить 31 особу (2001).

## Населення
Наприкінці 19 століття в хуторі проживало 61 особа, з них 30 чоловіків та 31 жінка, дворів — 10.
Відповідно до результатів перепису населення СРСР, кількість населення, станом на 12 січня 1989 року, становила 55 осіб. Станом на 5 грудня 2001 року, відповідно до перепису населення України, кількість мешканців села становила 31 особу.

## Історія
Колишня назва — Войнарівка. У середині 19 століття — хутір Радомисльського повіту Київської губернії. Власність поміщика Вельгорського, якому належали там 152 селян. Входив до складу Стремигородської волості. Тоді це була західна частина села Стримівщина (Стрим).
Наприкінці 19 століття — власницький хутір Малинської волості Радомисльського повіту Київської губернії. Відстань до повітового центру, м. Радомисль — 52 версти, до найближчої пароплавної станції у Чорнобилі — 110 верст, телеграфної й поштової земської станцій у Малині — 35 верст. Основним заняттям мешканців було хліборобство. У хуторі числилося 87 десятин землі, яка належала різним прошаркам населення. Господарство велося за трипільною системою.
У 1923 році увійшов до складу новоствореної Меленівської сільської ради, яка у квітні 1923 року включена до складу новоутвореного Чоповицького району Малинської округи. 10 вересня 1924 року, внаслідок ліквідації Чоповицького району, в складі сільської ради переданий до Малинського району Малинської округи, 23 лютого 1927 року — до складу відновленого Чоповицького району Коростенської округи, 5 лютого 1931 року — до складу Малинського району Української СРР, 17 лютого 1935 року — до складу відновленого Чоповицького району Київської області, 28 листопада 1957 року — до складу Коростенського району Житомирської області.
12 червня 2020 року, відповідно до розпорядження Кабінету Міністрів України № 711-р «Про визначення адміністративних центрів та затвердження територій територіальних громад Житомирської області», територію та населені пункти Меленівської сільської ради Коростенського району включено до складу Іршанської селищної територіальної громади Коростенського району Житомирської області.